# Joe Dolan
Joseph Francis Robert Dolan, detto Joe (Mullingar, 16 ottobre 1939 – Dublino, 26 dicembre 2007), è stato un cantante irlandese.

## Discografia
Album studio
- The Answer To Everything (1964)
- Make Me an Island (1969)
- Lady in Blue (1975)
- Sister Mary (1976)
- Midnight Lover (1978)
- Turn Out the Light (1979)
- More and More
- Here and Now
- This Is My Life
- Always on My Mind
- Always Loved You
- Can't Give Enough (1993)
- Endless Magic (1997)
- Joe's 90's (1998)
- 21st Century Joe (1999)
- Home Grown (2003)
- Double 'O' Joe (2004)
- Let There Be Love (2007)